# Nachum Chet
Nachum Chet (hebr.: נחום חת, ang.: Nahum Het, ur. 1896 w Odessie, zm. 15 stycznia 1990) – izraelski prawnik i polityk, w latach 1951–1955 poseł do Knesetu z listy Ogólnych Syjonistów.
W wyborach parlamentarnych w 1951 po raz pierwszy i jedyny dostał się do izraelskiego parlamentu.